# Liste von Rundblickfernrohren gemäß den Kennblättern fremden Geräts D 50/7

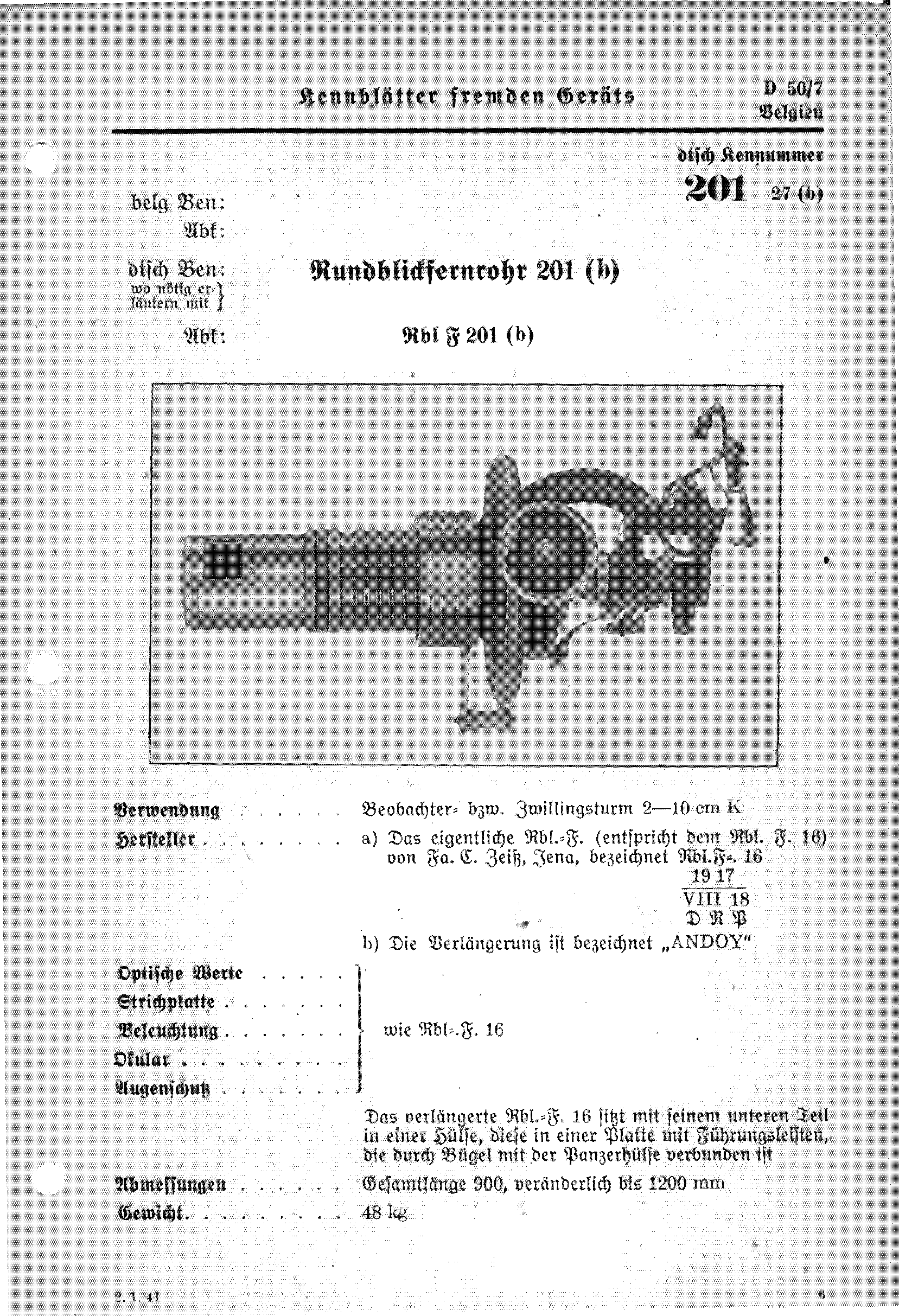
Kennblattbeispiel zu
D 50/7 Nr 201 27 (b)

In dieser Liste von Rundblickfernrohren gemäß den Kennblättern fremden Geräts D 50/7 werden Fremdgeräte vom Typ Rundblickfernrohr aufgeführt, die vom Heereswaffenamt verzeichnet wurden.
Nachfolgend ein Überblick/Auszug zur offiziellen Dokumentation Kennblätter fremden Geräts D 50/7: Beobachtungs- und Vermessungsgerät.

## Hinweise zur Liste
Aufbau der Tabelle
Untenstehende Tabelle führt folgenden Spalteninhalte:
- dtsch. Kennnr. (deutsche Kenn-Nummer), dies entspricht dem Originalindex in den Kopfzeilen der Kennblätter mit Kennnummer, Stoffgebietenummer und Beutezeichen.
- Abk. dtsch. Ben. (Abkürzung deutsche Benennung), Originalbezeichnung entnommen aus der fünften Zeile der Kennblätter.
- Landesbez. nach HWA (Heereswaffenamt), Originalangaben entnommen aus der ersten Zeile der Kennblätter.
- (Wikipedia-Artikel) Link zum Wikipedia-Artikel in runden Klammern in der zweiten Zeile unter Landesbez. nach HWA.
- Bild, eine Bildauswahl aus Wikipedia für dieses Objekt.
- Bemerkungen, Originalangaben entnommen aus den erweiterten Angaben der Kennblätter.

 Info: Die in der Tabelle angegebenen Originaleinträge sollen nicht geändert werden, weil diese den Angaben aus den Kennblättern entsprechen. Nach neuerem Forschungsstand sind teilweise Errata in den Kennblättern erkannt worden. Diese werden unten im Abschnitt Anmerkungen jeweils zur Kenn-Nummer erläutert. Die Wikilinks in den runden Klammern sollten das Lemma der entsprechenden Artikel in Wikipedia enthalten.

## Tabellarische Übersicht
| dtsch. Kennr. | Abk. dtsch. Ben. | Landesbez.nach HWA (Wikipedia-Artikel)    | Bild | Bemerkungen                                                           |
| ------------- | ---------------- | ----------------------------------------- | ---- | --------------------------------------------------------------------- |
| 201 27 (b)    | Rbl F 201 (b)    | in D 50/7 keine Angabe ( )                |      | für Beobachter- bzw. Zwillingsturm 2 der 10 cm K, entspricht Rbl F 16 |
| 202 27 (b)    | Rbl F 202 (b)    | in D 50/7 keine Angabe ( )                |      | für 12 cm Zwillings- Drehturm                                         |
| 203 27 (e)    | Rbl F 203 (e)    | in D 50/7 keine Angabe (Dial Sight No. 7) |      |                                                                       |
| 204 27 (f)    | Rbl F 204 (f)    | in D 50/7 keine Angabe ( )                |      |                                                                       |
| 205 27 (f)    | Rbl F 205 (f)    | in D 50/7 keine Angabe ( )                |      |                                                                       |
| 206 27 (f)    | Rbl F 206 (f)    | in D 50/7 keine Angabe ( )                |      |                                                                       |
| 207 27 (f)    | Rbl F 207 (f)    | in D 50/7 keine Angabe ( )                |      | entspricht dem deutschen Rbl F 16                                     |
| 208 27 (r)    | Rbl F 208 (r)    | in D 50/7 keine Angabe ( )                |      | für 7,62 cm F. K.296 (r) Nachbildung des deutschen Rbl F 96/16        |
| 211 27 (r)    | T Rbl F 211 (r)  | in D 50/7 keine Angabe ( )                |      | für Pz Kpfw BT und Pz Kpfw KW                                         |
| 220 27 (r)    | T Rbl F 220 (r)  | in D 50/7 keine Angabe ( )                |      | für Pz Kpfw BT und Pz Kpfw T-26 C                                     |
| 221 27 (r)    | T Rbl Z F        | in D 50/7 keine Angabe ( )                |      | für 76 mm Kw K und MG im Pz Kpfw T 34 und Pz Kpfw KW                  |